# Tanja Tamvelius
Tatjana (Tanja) Tamvelius, född 22 januari 1914 i Walk, Guvernementet Livland, Kejsardömet Ryssland, död 28 juli 1969 i Stockholm, var en svensk målare och tecknare.
Hon var dotter till sjömansprästen Karl Wesman och Emilia Lemet och till 1951 gift med arkitekten Artur Tamvelius. Hon studerade vid Otte Skölds målarskola 1943–1944, Grünewalds målarskola 1944–1946 och vid Anders Beckmans reklamskola 1946–1948 samt kortare perioder vid olika målarskolor i Paris 1948–1949. Sedan mitten av 1950-talet var hon halvårsvis bosatt på Teneriffa. Hon medverkade i Nordiska konstnärinnors utställning på Liljevalchs konsthall 1948 samt utställningar på Teneriffa. Bland hennes offentliga arbeten märks en 36 kvadratmeter stor väggmålning i Piscina San Telmo på Teneriffa utförd i tempera och olja och för Kooperativet utförde hon 1954–1955 ett tiotal stora väggmålningar samt för Banancompanier i Oslo målade hon ett 40-tal målningar med motiv från bananodlingar och bananhandel. Hennes konst består av färgglada dekorationer med scener ur det sydländska livet och arbetet i en stil som står nära reklamaffischernas framställning. Vid sidan av sitt eget skapande medverkade hon som tecknare i tidskriften Vi samt illustrerade barn- och skolböcker. Makarna Tamvelius är begravda på Skogskyrkogården i Stockholm.